# واکسن بخرید
واکسن بخرید هشتگی در اعتراض به نخریدن واکسن کرونا توسط حکومت ایران بود که مردم ایران ۳۰ آذرماه ۱۳۹۹ و همزمان در شب یلدا در توییتر استفاده کردند و یکی از ترندهای توییتر در بین کاربران فارسی شد. بی‌عملی و بی‌برنامگی مسوولان دولتی در مورد خرید واکسن خارجی کرونا و وعده دادن به مردم دربارهٔ واکسن کرونای ایرانی که حتی هنوز به مرحله تست انسانی نرسیده و درصد اثرگذاری آن هم هنوز نامشخص است، باعث واکنش‌های مردم در فضای مجازی شد. در حالی که ایران جز ۱۵ کشور اول از نظر بیشترین مبتلایان در دنیاگیری کووید-۱۹ است و حدود ۸۰ کشور از جمله اکوادور، پاناما، قزاقستان و حتی ونزوئلا هفت میلیارد دوز واکسن فایزر خریداری کرده‌اند، اما نام ایران در فهرست خریداران واکسن کرونا مشاهده نمی‌شود. بسیاری از کشورها از جمله بریتانیا، آمریکا، آلمان، عربستان واکسیناسیون را آغاز کرده یا به زودی آغاز می‌کنند. اسرائیل حتی اعلام کرده‌است که تا سه ماه دیگر همه شهروندان این کشور واکسن دریافت خواهند کرد. در حال حاضر (دی ماه ۱۳۹۹) یک میلیون و ۱۵۰ هزار مبتلا به ویروس جدید کرونا در ایران شناسایی شده‌اند.

## دلایل نخریدن واکسن
| علی مطهری       | توییتر |
| @alimotahari_ir |        |

             به خاطر اینکه در لیست سیاه اف ای تی اف قرار داریم نتوانستیم ۵۰ میلیون دلار مبلغ سهمیه ایران از واکسن کرونای سازمان جهانی بهداشت برای هشت میلیون ایرانی را منتقل کنیم و سهمیه ایران باطل شد. مجمع تشخیص مصلحت نظام باید پاسخگو باشد.
         

        2020-12-21

کشورهای مختلف جهان از ماه‌ها پیش و همزمان با پیشرفت تحقیقات در مورد واکسن‌های در دست مطالعه و آزمایش، اقدام به پیش‌خرید چند واکسن اصلی شامل فایزر- بیون‌تک، مدرنا و آکسفورد کرده‌اند ولی ایران نه تنها هنوز اقدامی در این زمینه نکرده‌است بلکه حتی به سازمان جهانی بهداشت اعلام کرده که به‌دلیل فقدان زیرساخت‌های لازم، واکسن فایزر را نمی‌خواهد. مقامات جمهوری اسلامی تحریم‌ها، موانع انتقال ارز برای خرید واکسن خارجی و نبود امکانات برای نگهداری واکسن کرونا در دمای منفی ۷۰ را از جمله دلایلشان برای ناتوانی در خرید واکسن کرونا بیان کرده‌اند.
رئیس کل بانک مرکزی ایران، روز ۱۷ آذر مدعی شد که ایران برای نقل‌وانتقال ارز مربوط به خرید واکسن با مانع مواجه شده‌است ولی دو روز بعد، رئیس اتحادیه واردکنندگان داروی ایران با رد سخنان او گفت که «هیچ مشکلی» برای انتقال ارز به منظور واردات واکسن کرونا و دیگر اقلام دارویی از خارج به ایران وجود ندارد.
علی مطهری از باطل شدن سهمیه جهانی واکسن کرونا برای مردم ایران خبر داد و در صفحه توییترش نوشت که «به خاطر این که در لیست سیاه اف‌ای‌تی‌اف قرار داریم نتوانستیم پنجاه میلیون دلار مبلغ سهمیه ایران از واکسن کرونای سازمان جهانی بهداشت برای هشت میلیون ایرانی را منتقل کنیم و سهمیه ایران باطل شد.»
دی ۱۹ دی ۱۳۹۹ علی خامنه ای ورود واکسن آمریکایی و انگلیسی به ایران را ممنوع کرد.

### آغاز واکسیناسیون کرونا در ایران در دهه فجر
رئیس‌جمهوری ایران در گفتگوی خبری بیان کرد:در اول هفته دهه فجر واکسیناسیون علیه کرونا در کشور ایران طبق اولویت‌های وزارت بهداشت آغاز خواهد شد. در مرحله اول کادر درمان که در خطر بیشتری قرار دارند. بعد از آن سالمندان و بیماری‌های زمینه‌ای را خواهیم داشت.منبع

## برنامه کواکس
برنامه‌ای است که با حضور ۷۶ کشور جهان دنبال می‌شود، زیر نظر سازمان جهانی بهداشت قرار دارد و هدف آن کمک به خرید و توزیع واکسن کرونا در همه کشورهای جهان است. بر اساس این طرح این کشورها به‌طور اصولی توافق کرده‌اند که واکسن کرونا را از طریق این مرکز برای مردم کشورهایشان فراهم کنند و هدف آن بازداشتن دولت‌های کشورها از احتکار واکسن کرونا و در اولویت قرار دادن واکسیناسیون افرادی است که در هر کشور، در خطر بیشتری قرار دارند.
سخنگوی این برنامه گفته‌است که دفتر کنترل سرمایه‌های خارجی وزارت دارایی آمریکا مجوزی صادر کرده که موانع قانونی ایران برای خرید واکسن را برطرف می‌کند. مسئولان وزارت بهداشت ایران اوایل ماه مهر اعلام کردند که ایران رسماً به عضویت اتحادیه کواکس درآمده است.

## واکنش‌ها
- درخواست سازمان‌های حقوق‌بشری برای دسترسی فوری مردم ایران به واکسن کرونا[۹]
- کیانوش جهانپور: در ادامه پروژه تحریم دارو، تحریم وام IMF، تحریم ماسک، تحریم تجهیزات حفاظتی، تحریم کیت تشخیصی PCR، تحریم رپیدتست کرونا، این بار رمز عملیات فریب و عنوان مستعار پیوست رسانه ای تحریم: واکسن بخرید.[۱۰]
- ژیلا بنی‌یعقوب: «۵۰۰ نفر از کادر درمان به خاطر کرونا جان باخته‌اند، خودتان می‌گویید آمار واقعی جان‌باختگان کرونا بیشتر از این است که در آمار رسمی اعلام می‌کنید. دقیقاً چند نفر دیگه باید بمیرند تا واکسن بخرید.»
- مهدی حاجتی: «اگر ایران با شرکت‌های مورد تأیید سازمان جهانی بهداشت قرارداد بسته‌است اعلام کند که تاریخ تحویل واکسن چه زمانی است؟ و اگر نبسته‌اید بفرمایید چرا نبسته‌اید؟ برابر این‌همه قدرت، توقع کمی مسئولیت زیاده نیست.»
- ضیاءالدین نبوی: «تعلّل دولت در خرید واکسن، مساویِ همکاری با کرونا درگرفتن جان مردم است.»